# 吴文康
吴文康（1958年7月20日—），辽宁大连人，汉族，研究生文化，中共党员。中华人民共和国政治人物。

## 生平
原中共辽宁省委办公厅副主任，中共重庆市委副秘书长兼市委办公厅主任，获北京大学光华管理学院高级管理人员工商管理硕士(EMBA)学位。
吴文康是薄熙来任大连市长以及辽宁省长时期的秘书。因涉嫌犯受贿罪，于2012年10月19日被刑事拘留，同年11月2日被逮捕。2014年11月17日，吉林省长春市中级人民法院判处其无期徒刑。吴不服上诉，吉林省高级人民法院2015年3月2日终审维持原判。